# Patricia Gage
 (juin 2023).
Pour les articles homonymes, voir Gage.
Patricia Gage est une actrice britannique née le 3 mars 1940 à Glasgow (Royaume-Uni) ; morte le 31 janvier 2010 au Canada.

## Biographie
Elle est décédée du cancer dans un hopital.

## Filmographie
- 1965 : When Tomorrow Dies : Gwen James
- 1973 : Keep It in the Family : Celia
- 1973 : The Return of Charlie Chan (TV) : Sylvia Grombach
- 1974 : Why Rock the Boat? : Isobel Scannell
- 1977 : Rage (Rabid) : Dr. Roxanne Keloid
- 1956 : As the World Turns (série TV) : Corrine Lawrence (1986-1988)
- 1987 : La Joyeuse Revenante (Hello Again) : Bejewelled Woman
- 1989 : Looking for Miracles (TV) : Grace Gibson
- 1990 : Perfectly Normal : Mrs. Hathaway
- 1990 : Le Secret des deux orphelins (The Little Kidnappers) (TV) : Mrs. MacKenzie
- 1991 : Danger public (Pure Luck) : Secrétaire
- 1992 : I'll Never Get to Heaven : Trea O'Doyle
- 1992 : L'Enfant de la colère (Child of Rage) (TV) : Laurel
- 1993 : The Substitute (en) (TV) : Principal Beatty
- 1993 : Family Passions (série TV) : Camilla Haller
- 1994 : Thicker Than Blood: The Larry McLinden Story (TV) : Judge Lara Parkes
- 1995 : Le Silence de l'adultère (The Silence of Adultery) (TV) : Olive
- 1996 : First Degree (vidéo) : Margeaux Pyne
- 1996 : Seule contre tous (Hostile Advances: The Kerry Ellison Story) (TV) : Mrs. Ellison
- 1996 : The Morrison Murders (TV) : Aunt Clare
- 1996 : Dangerous Offender: The Marlene Moore Story (TV) : Maureen Woodcock
- 1997 : Dors ma jolie (While My Pretty One Sleeps) (TV) : Ethel
- 1997 : Chair de poule (Goosebumps) (TV) : Tante Dahlia (1 épisode)
- 1999 : Dinner at Fred's : Aunt Bonnie
- 2000 : Anne of Green Gables: The Animated Series (série TV) : Marilla Cuthbert
- 2000 : American Psycho : Mrs. Wolfe
- 2000 : Le Fantôme de Sarah Williams (Waking the Dead) : Fielding's Mother
- 2000 : The Miracle Worker (TV) : Aunt Ev
- 2003 : Miss Spider's Sunny Patch Kids (TV) : Betty Beetle (voix)
- 2003 : Going for Broke (TV) : Lois
- 2003 : Penguins Behind Bars (TV) : Matron Hruffwater (voix)
- 2003 : À la recherche de John Christmas (Finding John Christmas) (TV) : Eleanor McCallister
- 2004 : Anne: Journey to Green Gables (vidéo) : Marilla Cuthbert
- 2004 : Miss Spider (série TV) : Betty Beetle